# 龙港地下交通情报站联络点仙彭村龙春庵
龙港地下交通情报站联络点仙彭村龙春庵，位于中国广东省汕头市潮阳区贵屿镇仙彭村，现为潮阳区文物保护单位，类型为近现代重要史迹及代表性建筑，公布时间为1997年4月9日。
龙港地下交通情报站联络点仙彭村龙春庵的历史年代为明代。